# WinterCamp
WinterCamp je bil prvi slovenski zimski festival, ki je združeval metal koncerte in zimske aktivnosti. Prvič je bil organiziran 2010.

## WinterCamp 2010
Odvijal se je med 5. in 7. marcem 2010, v Bohinju. Nastopale so mednarodno uveljavljene skupine, kot so Belphegor, Hate, Noctiferia, Scaffold, Metalsteel, Dickless Tracy, Requiem ... Zaradi majhne udeležbe organizatorji niso vedeli, ali se bo festival odvijal tudi naslednje leto.